# Östergötlands Arbetartidning
Östergötlands arbetartidning, var en dagstidning för Sveriges Kommunistiska Parti, utgiven i Norrköping. Tidningens utgivningsperiod var från 31 oktober 1941 till 25 april 1957. Tidningens fullständiga namn var Östergötlands Arbetartidning med tillägget ÖAT före efter 1951. 1953 till 1956 var tidningen sexdagarstidning, men från 1 dec 1956 åter endagarstidning. Närstående tidning var Ny Dag.

## Redaktion
Redaktionsort var Norrköping hela utgivningstiden. Troligen redigerades tidningen mycket från Stockholm sista året men inte officiellt. Veckoupplagan kom ut som endagarstidning oregelbundna dagar onsdag, torsdag eller fredag 1954-09-30--1957-04-25. Sista numret är daterat 1957-04-25--05-01. I numret daterat 30 november 1956 meddelas att tidningens dagliga upplaga från den 1 december ersätts av Ny Dag B-editionen. Från och med 1 december 1956 (tidningen daterad 1956-11-29--1956-12-05) är veckoupplagan huvudedition och enda edition av tidningen. Tidningen var sexdagarstidning från 1 oktober 1953 till 30 november 1956 och hade då två editioner, en veckoupplaga med utgivning en dag i veckan.

## Tryckning
Förlagsnamnet var Inapress i Stockholm. Tidningen trycktes i Stockholm på  Tryckeriaktiebolaget Västermalm hela perioden. Färg i tidningen var svart men 1945-1957 svart +1 färg. Typsnitt var Antikva. Satsyta  varierade. Den var 54x 35 till 1949, sedan tabloid  året1949, åter 54x 35 år1950, 1951-1953 åter tabloid, och de sista fyra åren 41x 27cm. Sidantal var inledningsvis 12 sidor till 1948. 1949 ökades det till 20 sidor men var 1950  nere på 10 sidor. 1951-1953 åter på maxantalet 20 sidor men sjönk till 12-16 1954 och var 1955-1956 bara 8-12 sidor. Veckoupplagan sista året hade 16 sidor. Upplagan var 8900 första året, nådde 10800 1945, men sjönk efter kriget till 4000 1950. Upplagesiffror saknas för de sista åren. Priset var 3 kronor i kvartalet 1941 men höjdes till 11 kronor året efter. Då tidningen blev sexdagars var priset 46 kr helåret, 12 kronor för veckoupplagan. Sedan förändrades inte priserna mycket.

## Tidskrift
Tidskriften ÖAT : Östergötlands arbetartidning gavs ut Vänsterpartiet kommunisterna i Östergötland 1979-1984 med redaktion i Linköping och med Lerum som tryckort.